# Э. Л. Джеймс
Эрика Леонард (англ. Erika Leonard, урождённая Митчелл, англ. Erika Mitchell; род. 7 марта 1963, Лондон, Великобритания), более известная по псевдониму Э. Л. Джеймс (E. L. James) — английская писательница, автор эротического романа «Пятьдесят оттенков серого» (2011) и продолжения данной серии.

## Биография
Эрика Леонард родилась в 1963 году. Она выросла в графстве Бакингемшир в центре Англии и изучала историю в Кентском университете. Затем работала ассистенткой в школе телевидения и администратором на телевидении.
Сначала Джеймс писала фанфик под ником «Snowqueen’s Icedragon». В конце концов, её сочинения вылились в роман «Пятьдесят оттенков серого».
В 2012 журнал «Time» включил её в свой ежегодный список «100 самых влиятельных людей мира».
22 марта 2014 в своём Instagram намекнула на то, что пишет новую книгу.
15 июня 2015 в своём Instagram опубликовала фото своей новой книги «Грей. Пятьдесят оттенков серого от лица Кристиана Грея».
16 апреля 2019 в Великобритании и США в продаже появилась новая книга писательницы «Мистер» (The Mister).
Эрика живёт в западном Лондоне с мужем, сценаристом и режиссёром Найлом Леонардом (Niall Leonard), и двумя сыновьями.

## Награды
- Nielsen Golden Book Award за серию романов «Пятьдесят оттенков серого»[6].